# Кармель (больница)
Медицинский центр «Кармель» — государственный медицинский комплекс, расположенный в городе Хайфе, Израиль.

## История
Первоначально медицинский корпус «Кармель» располагался в трёхэтажном здании, построенном по проекту Моше Герстеля.
В 1976 году был открыт главный корпус комплекса. Автором проекта был Яков Рихтер. В том же году в здании было открыто большинство отделений комплекса.

## Отделения
Функционирует гериатрическое отделение, прием, департамент общественной медицины и эпидемиологии.
В 2010 году была открыта новая станция скорой помощи.